# Poulnabrone

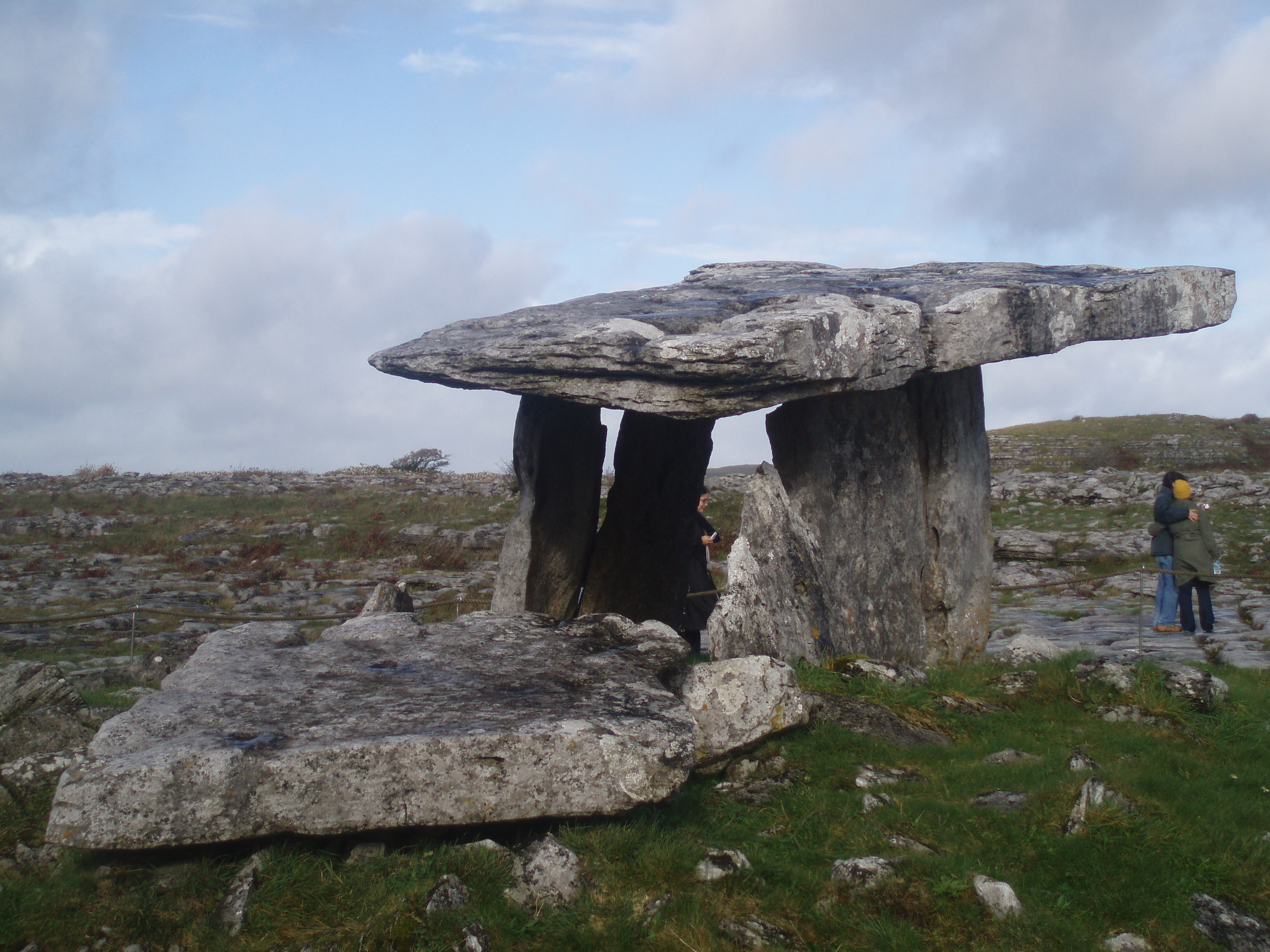
Dolmen de Poulnabrone.

El dolmen de Poulnabrone (en irlandés Poll na mBrón, "agujero de penas") es un antiguo enterramiento que se encuentra en el Burren, en el condado de Clare (Irlanda), del periodo neolítico, probablemente entre el 4200 a. C. y el 2900 a. C., Consta de una piedra lisa de tres metros de largo que descansa sobre otras dos dispuestas a modo de puerta, y éstas a su vez sobre un túmulo, que ofrece estabilidad al monumento, y que en su origen debía de ser más alto de lo que es en la actualidad.
En 1985, se descubrió una grieta en una de las piedras que sirven de soporte. Por ello, hubo que desmantelar el dolmen y reemplazar la piedra soporte. Durante esta operación, se aprovechó para realizar excavaciones, por las que se descubrieron los restos de al menos 33 personas enterradas bajo el monumento. Entre los objetos personales enterrados con los esqueletos se encuentran un hacha de piedra, un colgante de hueso, cristales de cuarzo, armas y cerámica.
Dada su situación predominante sobre el paisaje del Burren que lo rodea, este monumento debía de ser el centro de ceremonias y rituales durante la Edad de Bronce, y hasta bien entrado el periodo celta.